# Blair Witch (film)
Blair Witch – amerykańsko-kanadyjski film fabularny z 2016 roku, napisany przez Simona Barretta oraz wyreżyserowany przez Adama Wingarda. Sequel przebojowego horroru Blair Witch Project (1999). Opowiada historię grupy młodych ludzi, którzy wybierają się do osnutego legendą Black Hills Forest w stanie Maryland. Planują ujawnić, jakie wydarzenia kryją się za zniknięciem Heather Donhaue, która przepadła w tych lasach bez śladu. W filmie wystąpili James Allen McCune, Callie Hernandez, Brandon Scott, Valorie Curry, Corbin Reid i Wes Robinson. Światowa premiera Blair Witch miała miejsce 11 września 2016 podczas 41. Międzynarodowego Festiwalu Filmowego w Toronto. W polskich kinach obraz ukazał się pięć dni później, 16 września. Przed wydaniem twórcy promowali film pod fałszywym tytułem The Woods, utrzymując w tajemnicy jego powiązanie z kultowym prequelem z lat dziewięćdziesiątych.

## Obsada
- James Allen McCune − James Donahue
- Callie Hernandez − Lisa Arlington
- Brandon Scott − Peter Jones
- Corbin Reid − Ashley Bennett
- Wes Robinson − Lane
- Valorie Curry − Talia

## Produkcja
Heather Donahue, która wystąpiła w Blair Witch Project, poproszona została o udział również w tym projekcie, ale odmówiła.

## Wydanie filmu
22 lipca 2016 roku film został zaprezentowany uczestnikom konwentu San Diego Comic-Con. Zarówno zgromadzeni krytycy, jak i widzowie byli zaskoczeni, że projekt podpisany tytułem The Woods w istocie okazał się sequelem Blair Witch Project. 11 września obraz wyświetlono podczas 41. Międzynarodowego Festiwalu Filmowego w Toronto. 15 września odbyła się premiera filmu w Wielkiej Brytanii i Australii, a 16 września − w Stanach Zjednoczonych i Polsce.

## Recenzje
Brad Miska, redaktor serwisu Bloody-Disgusting.com, stwierdził, że Blair Witch przedefiniuje filmowy horror, nazywając sequel przełomowym. Recenzowany projekt uznał za równie straszny, jak Egzorcysta. Albert Nowicki (witryna His Name Is Death) pisał: „Scenariusz wyróżnia kilka intrygujących zwrotów akcji, jak choćby nadanie parze vlogerów, towarzyszącej bohaterom, ambiwalentnej postawy. Barrett (Simon − przyp.) wie, jak uczynić horror frapującym. Dowodzą temu sceny w tunelu, zlokalizowanym pod chatą Parra; dowodzi przyznanie przedmiotom lovecraftowskich właściwości. Najbardziej szkodzi filmowi jego brak oryginalności w strukturze fabuły: kilka interesujących ozdobników nie czyni w końcu z Blair Witch horroru rewolucyjnego. To film ugładzony, bezpieczny i studyjny. Widzowie, którym w czerpaniu radości z seansu nie przeszkodzi jego generyczny charakter, wyjdą z kina zadowoleni.” Według Willa Leitcha (newrepublic.com), Blair Witch „stanowi ukłon dla prequelu, lecz nie wykazuje tej samej siły, co on”.

## Nagrody i wyróżnienia
- 2016, BloodGuts UK Horror Awards:
  - nominacja do nagrody BloodGuts UK Horror w kategorii najlepszy prequel, sequel lub remake (wyróżniony: Adam Wingard)[9]
- 2017, iHorror Awards:
  - nominacja do nagrody iHorror w kategorii najlepszy remake lub sequel filmu grozy[9]